# Рікардо Гонсалес (парагвайський футболіст)
Рікардо Гонсалес Ротела (ісп. Ricardo González Rotela, нар. 7 лютого 1945, Пірібебуй) — парагвайський футболіст, що грав на позиції захисника. Відомий за виступами в низці іспанських та парагвайських клубів, а також у складі національної збірної Парагваю.

## Футбольна кар'єра
Рікардо Гонсалес розпочав виступи на футбольних полях у складі парагвайського клубу «Соль де Америка» в 1965 році. Наступного року він перебрався до сильнішого клубу «Серро Портеньйо», у складі якого в перший же рік виступів став чемпіоном Парагваю. У 1968 році футболіст отримав запрошення до іспанського клубу «Ельче», у складі якого грав до 1976 року. закінчив виступи на футбольних полях парагвайський захисник у складі іншого іспанського клубу «Леванте», в якому грав у сезоні 1976—1977 років.
Одночасно в 1965—1968 роках Рікардо Гонсалес грав у складі національної збірної Парагваю. У складі збірної брав участь у чемпіонаті Південної Америки 1967 року. У складі збірної грав до 1968 року, загалом провів у її складі 15 матчів, у яких забитими м'ячами не відзначився.